# Archipelago (Band)
Archipelago ist eine britische Jazzband, die als Trioformation im Nordosten Englands aktiv ist.

## Geschichte
Die in Tyneside ansässige Band Archipelago wird angeführt von der Multi-Instrumentalistin und Komponistin Faye MacCalman (Tenorsaxophon, Klarinette, Synthesizer, Gesang). Weitere Mitglieder sind der Bassist John Pope (John Pope Quintet, Richard Dawson) und der Schlagzeuger Christian Alderson (The Unit Ama, Month of Birthdays). Zunächst trafen sie in der Bigband The Midnight Doctors zusammen, ein Projekt des aus Newcastle stammenden Gitarristen, Komponisten und Produzenten Phil Begg, der schließlich vorschlug, dass das Trio außerhalb dieses Projekts zusammen spielen sollte. Wenig später hatte Archipelago seine ersten Auftritte in einem kleinen Café. Seit diesem Debüt spielten sie in Veranstaltungsräumen und kleinen Bars bis hin zu Mainstream-Pop-Festivals und Jazz-Events. 
2017 legten sie – nach einer selbstbetitelten Debüt-EP –  ihr erstes Album Weightless vor, gefolgt von Between Waves (2018), an dem als Gastmusikerinnen Rosie Frater-Taylor, Faith Brackenbury, Lisette Auton und Fran Bundey mitgewirkt hatten. 2020 gastierten sie auf dem London Jazz Festival.
Auf positive Resonanz bei der Kritik stieß das dritte Album der Band, Echoes to the Sky (2021), das beim Label New Jazz and Improvised Music Recordings erschien. Jazzwise zählte das Album zu den besten Neuerscheinungen des ersten Halbjahrs 2021; der Kritiker lobte Archipelagos „einzigartigen Sound“; dies sei „eine berauschende Mischung aus Post-Rock-Drumming, Free-Bop-Saxophon und druckvollem Bass-Riffs, gewürzt mit Electronica, wie die 70er-Jahre-Mavericks“,  gründlich aktualisiert „mit einer Infusion der Indie-Jazz-Sensibilität von Polar Bear oder dem Trio VD“ (um Chris Sharkey und Christophe De Bezenac). „Die scheinbar disparaten Elemente werden gekonnt zu einem einheitlichen und überzeugenden Ganzen verschmolzen, was zu einem immer markanteren Gruppensound führt, der ganz allein ihnen gehört“, schrieb Ian Mann (192kb). Unterströmungen von beruhigendem Folk aus dem Nordosten Englands würden Archipelagos Musik in „eine Welt seltsam verzerrter Songstrukturen“ versetzen (es ist auch ihr erstes Album mit MacCalmans Gesang), notierte Hugh Morris (BandcampDaily). Ihr „eklektischer Sound“ sei näher an der Indie-Jazz-Welt von Polar Bear als an knallharter Improvisation.

## Diskografie
- 2016: I (EP, Eigenveröffentlichung)
- 2017: Weightless (Album, Eigenveröffentlichung)
- 2018: Between Waves (Album, Eigenveröffentlichung)
- 2021: Echoes to the Sky (Album, New Jazz and Improvised Music Recordings)